# Gokyo (Nepal)

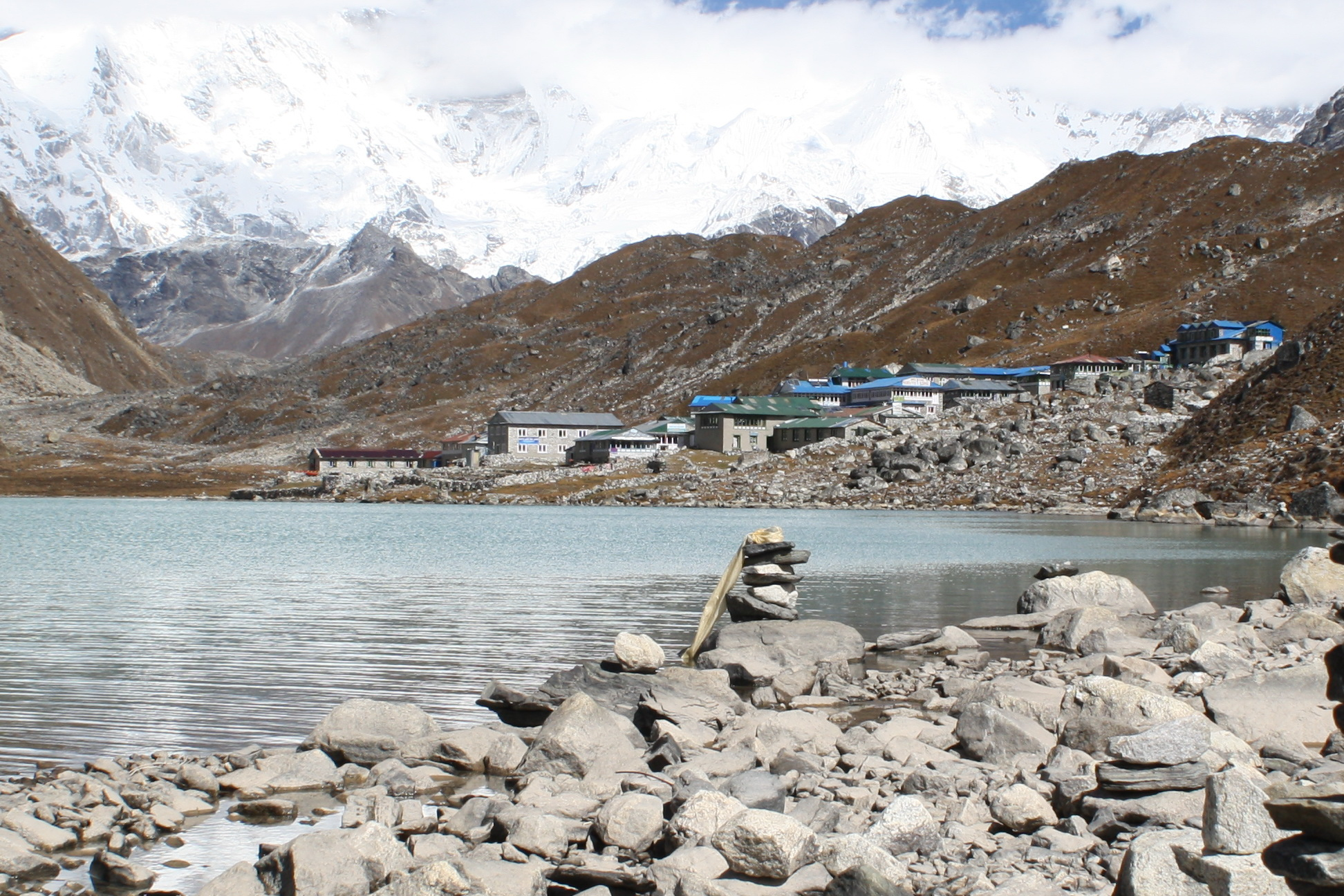
Gokyo e o lago Duth Pokhari

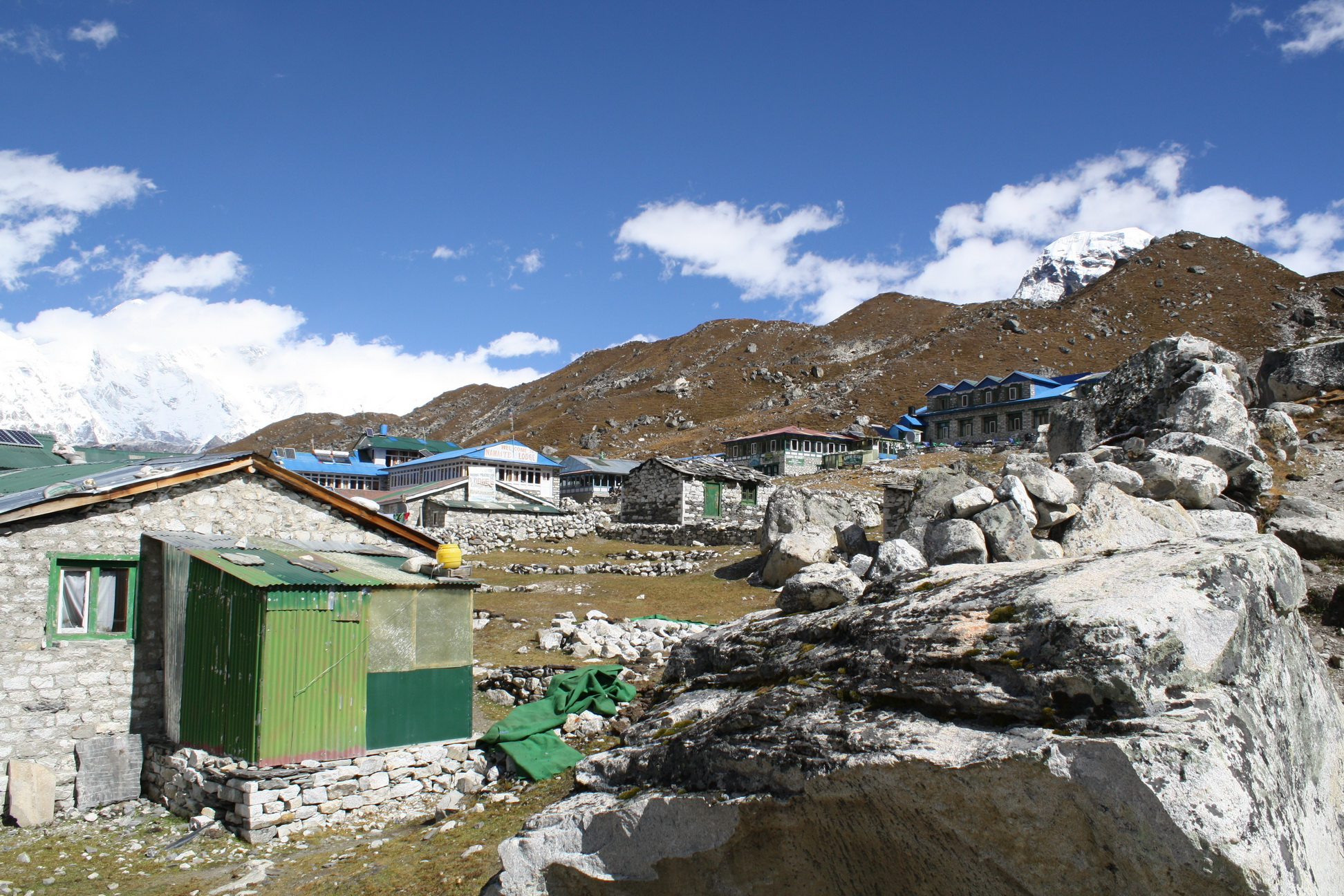
A aldeia de Gokyo em 2012

Gokyo é uma pequena aldeia no  distrito de Solukhumbu no Himalaia, Nepal,  no sopé do Gokyo Ri e na margem oriental do  lago Gokyo Tsho (Dudh Pokhari).
A aldeia, apenas um vilarejo composto por poucas casas de pedra e com várias pousadas, está localizada a uma altitude de 4.750 metros, tornando-o um dos assentamentos em maior altitude no Nepal e no mundo, mas não permanentemente habitado durante todo o ano, por ser essencialmente um lugar de pousadas para caminhantes e montanhistas, e de pastoreio no verão para os rebanhos de Iaques.
Gokyo fornece a melhor escolha, pela sua proximidade, para a escalada do monte Gokyo Ri, normalmente essa escalada é iniciada nas primeiras horas da manha, quando a visibilidade costuma ser melhor. Para chegar no cume e voltar são necessarias 5 horas. De seu cume é possivel visualizar os montes Evereste e o Makalu.
No inverno o vilarejo é praticamente desabitado devido o frio intenso e as trilhas que dão acesso estarem cobertas com muita neve. A aldeia é visualizada em Google Earth  27° 57' 16"N 86° 41' 43"E. 
Os Lagos de Gokyo, em 2007, foram  designados  um sítio integrante da Lista de Zonas Húmidas de Importância Internacional  (RAMSAR).  
Ao sul, na trilha que conduz a Namche Bazaar, encontram-se a aldeia de Machhermo (4410m).

## Clima
Para quem vai fazer ‘’trekkings’’ a época ideal é a primavera (março e abril) e o outono (outubro e novembro), épocas em que a visibilidade das montanhas é ideal e a temperatura não é excessivamente fria.